# Fußballclub Ingolstadt 04 2017-2018
Questa voce raccoglie le informazioni riguardanti lo  Fußballclub Ingolstadt 04  nelle competizioni ufficiali della stagione calcistica 2017-2018.

## Stagione
Nella stagione 2017-2018 l'Ingolstadt, allenato da Stefan Leitl, concluse il campionato di 2. Bundesliga al 9º posto. In coppa di Germania l'Ingolstadt fu eliminato agli ottavi di finale dal Paderborn.

## Rosa
| N. |                     | Ruolo | Calciatore       |
| -- | ------------------- | ----- | ---------------- |
| 24 | Croazia (bandiera)  | P     | Fabijan Buntić   |
| 16 | Austria (bandiera)  | P     | Marco Knaller    |
| 1  | Norvegia (bandiera) | P     | Ørjan Nyland     |
| 2  | Germania (bandiera) | D     | Frederic Ananou  |
| 19 | Germania (bandiera) | D     | Marcel Gaus      |
| 27 | Germania (bandiera) | D     | Lukas Gerlspeck  |
| 3  | Germania (bandiera) | D     | Tobias Levels    |
| 34 | Camerun (bandiera)  | D     | Marvin Matip     |
| 26 | Germania (bandiera) | D     | Phil Neumann     |
| 4  | Brasile (bandiera)  | D     | Paulo Otávio     |
| 28 | Germania (bandiera) | D     | Christian Träsch |
| 25 | Germania (bandiera) | D     | Hauke Wahl       |
| 5  | Germania (bandiera) | C     | Max Christiansen |
| 8  | Israele (bandiera)  | C     | Almog Cohen      |
| 7  | Germania (bandiera) | C     | Patrick Ebert    |

| N. |                        | Ruolo | Calciatore            |
| -- | ---------------------- | ----- | --------------------- |
| 10 | Germania (bandiera)    | C     | Sonny Kittel          |
| 6  | Stati Uniti (bandiera) | C     | Alfredo Morales       |
| 30 | Germania (bandiera)    | C     | Thomas Pledl          |
| 21 | Germania (bandiera)    | C     | Tobias Schröck        |
| 22 | Giappone (bandiera)    | C     | Takahiro Sekine       |
| 37 | Germania (bandiera)    | C     | Patrick Sussek        |
| 17 | Germania (bandiera)    | C     | Maximilian Thalhammer |
| 23 | Giappone (bandiera)    | C     | Ryoma Watanabe        |
| 9  | Germania (bandiera)    | A     | Moritz Hartmann       |
| 32 | Germania (bandiera)    | A     | Fatih Kaya            |
| 20 | Germania (bandiera)    | A     | Stefan Kutschke       |
| 13 | Germania (bandiera)    | A     | Robert Leipertz       |
| 14 | Germania (bandiera)    | A     | Stefan Lex            |
| 11 | Paraguay (bandiera)    | A     | Darío Lezcano         |

## Organigramma societario
Area tecnica
- Allenatore: Stefan Leitl
- Allenatore in seconda: Andre Mijatović
- Preparatore dei portieri: Martin Scharrer
- Preparatori atletici: Jörg Mikoleit

## Risultati

### 2. Bundesliga

#### Girone di andata
| Arbitro: | Stegemann |

|  |           |             |
|  | Marcatori | 59’ Trimmel |

| Arbitro: | Günsch |

|            |           |  |
| Wooten 70’ | Marcatori |  |

| Arbitro: | Fritz |

|                      |           |                                       |
| Kittel 52’ Matip 57’ | Marcatori | 27’ Mees 73’, 79’ George 90’ Nietfeld |

| Arbitro: | Gräfe |

|  |           |            |
|  | Marcatori | 55’ Kittel |

| Arbitro: | Reichel |

|             |           |                       |
| Lezcano 84’ | Marcatori | 15’ Köpke 50’ Bertram |

| Arbitro: | Schröder |

|  |           |                                       |
|  | Marcatori | 6’, 45’ Kittel 33’ Träsch 40’ Lezcano |

| Arbitro: | Willenborg |

|               |           |                  |
| Wahl 42’, 52’ | Marcatori | 17’, 54’ Tashchy |

| Arbitro: | Schlager |

|                        |           |  |
| Bastians 24’ Kruse 27’ | Marcatori |  |

| Arbitro: | Gerach |

|                                          |           |  |
| Kutschke 30’ (rig.) Kittel 60’ Pledl 79’ | Marcatori |  |

| Arbitro: | Jablonski |

|                       |           |                      |
| Mlapa 30’ (rig.), 49’ | Marcatori | 13’ Gaus 23’ Morales |

| Arbitro: | Siewer |

|                                         |           |  |
| Wahl 45’ Kittel 70’ Kutschke 79’ (rig.) | Marcatori |  |

| Arbitro: | Gerach |

|            |           |                                          |
| Börner 29’ | Marcatori | 11’ Pledl 45’ (rig.) Kutschke 85’ Kittel |

| Arbitro: | Zwayer |

|             |           |                                 |
| Möhwald 36’ | Marcatori | 14’ Kutschke 81’ (rig.) Lezcano |

| Arbitro: | Schlager |

|             |           |  |
| Morales 45’ | Marcatori |  |

| Kiel 25 novembre 2017, ore 13:00 15ª giornata | Holstein Kiel | 0 – 0 referto | Ingolstadt 04 | Holstein-Stadion (9.701 spett.)\| Arbitro: \| Osmers \| |
| Arbitro:                                      | Osmers        |               |               |                                                         |

| Arbitro: | Kampka |

|  |           |                        |
|  | Marcatori | 65’ Abdullahi 76’ Zuck |

| Arbitro: | Jöllenbeck |

|              |           |             |
| Andersson 7’ | Marcatori | 79’ Lezcano |

#### Girone di ritorno
| Arbitro: | Petersen |

|                      |           |                                 |
| Skrzybski 59’ (rig.) | Marcatori | 73’ Leipertz 77’ (rig.) Lezcano |

| Ingolstadt 23 gennaio 2018, ore 20:30 19ª giornata | Ingolstadt 04 | 0 – 0 referto | Sandhausen | Audi-Sportpark (7.575 spett.)\| Arbitro: \| Fritz \| |
| Arbitro:                                           | Fritz         |               |            |                                                      |

| Arbitro: | Gerach |

|                                         |           |                               |
| Wahl 72’ (aut.) Stolze 78’ Nietfeld 88’ | Marcatori | 3’ Morales 37’ (rig.) Lezcano |

| Arbitro: | Jablonski |

|                                  |           |  |
| Kittel 33’ Morales 70’ Pledl 88’ | Marcatori |  |

| Aue (Sassonia) 11 febbraio 2018, ore 13:30 22ª giornata | Erzgebirge Aue | 0 – 0 referto | Ingolstadt 04 | Sparkassen-Erzgebirgsstadion (6.850 spett.)\| Arbitro: \| Schröder \| |
| Arbitro:                                                | Schröder       |               |               |                                                                       |

| Arbitro: | Waschitzki |

|  |           |             |
|  | Marcatori | 30’ Allagui |

| Arbitro: | Pfeifer |

|                              |           |              |
| Engin 13’ Tashchy 66’ (rig.) | Marcatori | 18’ Kutschke |

| Arbitro: | Stieler |

|  |           |            |
|  | Marcatori | 32’ Tesche |

| Arbitro: | Siewer |

|                  |           |              |
| Kempe 67’ (rig.) | Marcatori | 18’ Leipertz |

| Arbitro: | Gräfe |

|                                            |           |                            |
| Pledl 16’ Schröck 28’ Kittel 90’ Cohen 90’ | Marcatori | 58’ (rig.) Koné 79’ Ballas |

| Arbitro: | Thomsen |

|           |           |                        |
| Thiel 80’ | Marcatori | 62’ Cohen 67’ Leipertz |

| Arbitro: | Alt |

|                           |           |                         |
| Kutschke 59’ Leipertz 62’ | Marcatori | 60’ Klos 77’ Voglsammer |

| Arbitro: | Willenborg |

|              |           |            |
| Leipertz 50’ | Marcatori | 74’ Zreľák |

| Arbitro: | Gräfe |

|                                        |           |  |
| Hennings 7’ Gießelmann 39’ Bormuth 65’ | Marcatori |  |

| Arbitro: | Steinhaus |

|            |           |                                                                      |
| Kittel 43’ | Marcatori | 25’ Kinsombi 60’ Ducksch 68’ (aut.) Levels 72’ Schindler 74’ Drexler |

| Arbitro: | Petersen |

|  |           |                           |
|  | Marcatori | 56’ Leipertz 67’ Kutschke |

| Arbitro: | Waschitzki |

|          |           |                              |
| Gaus 49’ | Marcatori | 40’, 42’ Mwene 47’ Andersson |

### Coppa di Germania
| Arbitro: | Stieler |

|           |           |                                 |
| Weber 66’ | Marcatori | 20’ Lezcano 83’ (rig.) Kutschke |

| Arbitro: | Osmers |

|          |           |                                      |
| Raum 46’ | Marcatori | 48’ (rig.) Cohen 83’ Lex 87’ Morales |

| Arbitro: | Zwayer |

|              |           |  |
| Zolinski 56’ | Marcatori |  |

## Statistiche

### Statistiche di squadra
| Competizione      | Punti | In casa | In casa | In casa | In casa | In casa | In casa | In trasferta | In trasferta | In trasferta | In trasferta | In trasferta | In trasferta | Totale | Totale | Totale | Totale | Totale | Totale | DR |
| Competizione      | Punti | G       | V       | N       | P       | Gf      | Gs      | G            | V            | N            | P            | Gf           | Gs           | G      | V      | N      | P      | Gf     | Gs     | DR |
| ----------------- | ----- | ------- | ------- | ------- | ------- | ------- | ------- | ------------ | ------------ | ------------ | ------------ | ------------ | ------------ | ------ | ------ | ------ | ------ | ------ | ------ | -- |
| 2. Bundesliga     | 45    | 17      | 5       | 4       | 8       | 24      | 26      | 17           | 7            | 5            | 5            | 23           | 19           | 34     | 12     | 9      | 13     | 47     | 45     | +2 |
| Coppa di Germania | -     | 0       | 0       | 0       | 0       | 0       | 0       | 3            | 2            | 0            | 1            | 5            | 3            | 3      | 2      | 0      | 1      | 5      | 3      | +2 |
| Totale            | -     | 17      | 5       | 4       | 8       | 24      | 26      | 20           | 9            | 5            | 6            | 28           | 22           | 37     | 14     | 9      | 14     | 52     | 48     | +4 |

### Andamento in campionato
| Giornata  | 1  | 2  | 3  | 4  | 5  | 6  | 7  | 8  | 9  | 10 | 11 | 12 | 13 | 14 | 15 | 16 | 17 | 18 | 19 | 20 | 21 | 22 | 23 | 24 | 25 | 26 | 27 | 28 | 29 | 30 | 31 | 32 | 33 | 34 |
| --------- | -- | -- | -- | -- | -- | -- | -- | -- | -- | -- | -- | -- | -- | -- | -- | -- | -- | -- | -- | -- | -- | -- | -- | -- | -- | -- | -- | -- | -- | -- | -- | -- | -- | -- |
| Luogo     | C  | T  | C  | T  | C  | T  | C  | T  | C  | T  | C  | T  | T  | C  | T  | C  | T  | T  | C  | T  | C  | T  | C  | T  | C  | T  | C  | T  | C  | C  | T  | C  | T  | C  |
| Risultato | P  | P  | P  | V  | P  | V  | N  | P  | V  | N  | V  | V  | V  | V  | N  | P  | N  | V  | N  | P  | V  | N  | P  | P  | P  | N  | V  | V  | N  | N  | P  | P  | V  | P  |
| Posizione | 14 | 17 | 17 | 15 | 15 | 14 | 13 | 16 | 12 | 13 | 11 | 7  | 5  | 5  | 5  | 6  | 5  | 4  | 4  | 6  | 5  | 5  | 7  | 10 | 11 | 11 | 6  | 4  | 4  | 7  | 7  | 9  | 7  | 9  |

Legenda:

Luogo: C = Casa; T = Trasferta. Risultato: V = Vittoria; N = Pareggio; P = Sconfitta.

### Statistiche dei giocatori
| Giocatore       | 2. Bundesliga | 2. Bundesliga | 2. Bundesliga | 2. Bundesliga | Coppa di Germania | Coppa di Germania | Coppa di Germania | Coppa di Germania | Totale   | Totale | Totale      | Totale     |
| Giocatore       | Presenze      | Reti          | Ammonizioni   | Espulsioni    | Presenze          | Reti              | Ammonizioni       | Espulsioni        | Presenze | Reti   | Ammonizioni | Espulsioni |
| --------------- | ------------- | ------------- | ------------- | ------------- | ----------------- | ----------------- | ----------------- | ----------------- | -------- | ------ | ----------- | ---------- |
| F. Buntić       | -             | -             | -             | -             | -                 | -                 | -                 | -                 | -        | -      | -           | -          |
| M. Knaller      | 1             | 0             | 0             | 0             | -                 | -                 | -                 | -                 | 1        | 0      | 0           | 0          |
| Ø. Nyland       | 30            | 0             | 0             | 0             | 3                 | 0                 | 0                 | 0                 | 33       | 0      | 0           | 0          |
| F. Ananou       | 3             | 0             | 1             | 0             | -                 | -                 | -                 | -                 | 3        | 0      | 1           | 0          |
| M. Gaus         | 30            | 2             | 8             | 1             | 2                 | 0                 | 2                 | 0                 | 32       | 2      | 10          | 1          |
| L. Gerlspeck    | -             | -             | -             | -             | -                 | -                 | -                 | -                 | -        | -      | -           | -          |
| T. Levels       | 24            | 0             | 4             | 0             | 2                 | 0                 | 0                 | 0                 | 26       | 0      | 4           | 0          |
| M. Matip        | 34            | 1             | 4             | 0             | 3                 | 0                 | 0                 | 0                 | 37       | 1      | 4           | 0          |
| P. Neumann      | 4             | 0             | 0             | 0             | 1                 | 0                 | 0                 | 0                 | 5        | 0      | 0           | 0          |
| P. Otávio       | 8             | 0             | 1             | 0             | 1                 | 0                 | 0                 | 0                 | 9        | 0      | 1           | 0          |
| C. Träsch       | 24            | 1             | 5             | 0             | 2                 | 0                 | 0                 | 0                 | 26       | 1      | 5           | 0          |
| H. Wahl         | 27            | 3             | 2             | 0             | 3                 | 0                 | 1                 | 0                 | 30       | 3      | 3           | 0          |
| M. Christiansen | 16            | 0             | 2             | 0             | 1                 | 0                 | 0                 | 0                 | 17       | 0      | 2           | 0          |
| A. Cohen        | 27            | 2             | 7             | 1             | 3                 | 1                 | 2                 | 0                 | 30       | 3      | 9           | 1          |
| P. Ebert        | 4             | 0             | 0             | 0             | -                 | -                 | -                 | -                 | 4        | 0      | 0           | 0          |
| S. Kittel       | 33            | 10            | 6             | 0             | 2                 | 0                 | 2                 | 0                 | 35       | 10     | 8           | 0          |
| A. Morales      | 27            | 4             | 5             | 0             | 2                 | 1                 | 1                 | 0                 | 29       | 5      | 6           | 0          |
| T. Pledl        | 31            | 4             | 2             | 0             | 1                 | 0                 | 1                 | 0                 | 32       | 4      | 3           | 0          |
| T. Schröck      | 25            | 1             | 3             | 0             | 1                 | 0                 | 0                 | 0                 | 26       | 1      | 3           | 0          |
| T. Sekine       | 1             | 0             | 0             | 0             | 1                 | 0                 | 1                 | 0                 | 2        | 0      | 1           | 0          |
| P. Sussek       | -             | -             | -             | -             | -                 | -                 | -                 | -                 | -        | -      | -           | -          |
| M. Thalhammer   | 3             | 0             | 0             | 0             | -                 | -                 | -                 | -                 | 3        | 0      | 0           | 0          |
| R. Watanabe     | -             | -             | -             | -             | -                 | -                 | -                 | -                 | -        | -      | -           | -          |
| M. Hartmann     | 14            | 0             | 0             | 0             | -                 | -                 | -                 | -                 | 14       | 0      | 0           | 0          |
| F. Kaya         | -             | -             | -             | -             | -                 | -                 | -                 | -                 | -        | -      | -           | -          |
| S. Kutschke     | 31            | 7             | 6             | 0             | 2                 | 1                 | 0                 | 0                 | 33       | 8      | 6           | 0          |
| R. Leipertz     | 25            | 6             | 2             | 0             | 3                 | 0                 | 0                 | 0                 | 28       | 6      | 2           | 0          |
| S. Lex          | 8             | 0             | 2             | 0             | 3                 | 1                 | 1                 | 0                 | 11       | 1      | 3           | 0          |
| D. Lezcano      | 24            | 6             | 6             | 0             | 3                 | 1                 | 1                 | 0                 | 27       | 7      | 7           | 0          |
| R. Brégerie     | 5             | 0             | 0             | 0             | 1                 | 0                 | 0                 | 0                 | 6        | 0      | 0           | 0          |
| A. Čolak        | 6             | 0             | 0             | 0             | 2                 | 0                 | 0                 | 0                 | 8        | 0      | 0           | 0          |
| F. Hadergjonaj  | 2             | 0             | 0             | 0             | -                 | -                 | -                 | -                 | 2        | 0      | 0           | 0          |
| M. Hansen       | 3             | 0             | 0             | 0             | -                 | -                 | -                 | -                 | 3        | 0      | 0           | 0          |